# Megachile crabipedes
Megachile crabipedes är en biart som beskrevs av Wu 2005. Megachile crabipedes ingår i släktet tapetserarbin, och familjen buksamlarbin. Inga underarter finns listade i Catalogue of Life.